# Itteville
Itteville  [it̪vil] je francouzská obec v departementu Essonne v regionu Île-de-France. V obci se nachází kostel svatého Germana z Paříže.

## Poloha
Obec Itteville se nachází asi 38 km jižně od Paříže. Obklopují ji obce Vert-le-Petit na severu, Ballancourt-sur-Essonne na severovýchodě, Baulne na východě a jihovýchodě, Cerny na jihu a jihozápadě, Bouray-sur-Juine na západě a Saint-Vrain na severozápadě.

## Historie
Kolem roku 613 zde nechala postavit zemědělskou usedlost Itta de Nivelles, manželka Pipina I., a proto získala název Ittæ Villa. Když se Pipin stal majordomem v Austrasii, daroval toto území svatému Gombertovi, který se stal arcibiskupem v Sens. V roce 795 přešlo panství do majetku pařížského biskupa a poté pařížského kanovníka až do roku 1594. V tomto roce kapitula při pařížské katedrále prodala panství Jacquesovi Lecomtovi, královskému radovi. Po jeho smrti přešlo na jeho potomka Jeana de Moucy. V roce 1714 bylo panství rozděleno na dvě části: panství Epine a panství Itteville, které bylo poté dále rozděleno.
V roce 1789 měla farnost 125 rodin. V letech 1814 a 1815 byla obec zničena oddíly ruských Kozáků a poté Bavorů. Za prusko-francouzské války roku 1870 byla okupována Němci.

## Vývoj počtu obyvatel
Počet obyvatel